# برد ویلیام هنکه
برد ویلیام هنکه (انگلیسی: Brad William Henke؛ زادهٔ ۱۰ آوریل ۱۹۶۶ – درگذشتهٔ ۲۹ نوامبر ۲۰۲۲) یک هنرپیشه، و بازیگر سینما اهل ایالات متحده آمریکا بود.
او در فیلم باید سگ‌ها را دوست داشت، زودیاک، بچه شری و خشم بازی کرده‌است.